# János Steinmetz
János Steinmetz (ur. 15 października 1947 w Budapeszcie, zm. 9 lutego 2007 tamże) – węgierski waterpolista grający na pozycji bramkarza. Z wykształcenia był prawnikiem.

## Kariera klubowa
Karierę rozpoczął w 1961 w Vasasie Budapeszt. W 1963 trafił do Ferencvárosi TC, gdzie rozpoczął zawodową karierę. Wraz z klubem trzykrotnie wywalczył Puchar Zdobywców Pucharów (1974, 1977 i 1979), Superpuchar Europy w 1977 oraz został mistrzem Węgier w 1965 i 1968, wicemistrzem w 1966, 1969 i 1974, a także zdobył brąz mistrzostw kraju w latach 1967, 1970–1973, 1975, 1977–1979 i 1981. W latach 1981–1985 grał w Orvosegyetem SC, a w 1986 zakończył karierę w Külker SC.

## Kariera reprezentacyjna
W barwach reprezentacji Węgier zdobył brąz olimpijski w 1968, mistrzostwo Europy w 1977 i wicemistrzostwo kontynentu w 1970. Zajął również piąte miejsce na uniwersjadzie w 1973. W sumie wystąpił w 52 meczach węgierskiej reprezentacji.

## Kariera trenerska i dalsze losy
W latach 1986–1987 był trenerem młodzieżowej kadry Węgier, a w latach 1987–1989 pełnił funkcję asystenta trenera seniorskiej kadry tego kraju. Zmarł 9 lutego 2007.

## Życie prywatne
Był mężem koszykarki Márii Vargi. Jego synowie Barnabás i Ádám również są medalistami olimpijskimi w piłce wodnej.